# حي 22 مايو (المكلا)
حي 22 مايو هو أحد أحياء مدينة المكلا في محافظة حضرموت اليمنية. يبلغ تعداد سكانه 11200 نسمة حسب التعداد السكاني في اليمن لعام 2004.